# Métro léger de Baltimore
Le métro léger de Baltimore est le réseau de tramways de la ville de Baltimore (Maryland) aux États-Unis. Ouvert en avril 1992, il comprend une ligne unique de 48 kilomètres de long desservant 33 stations.

## Historique
Le premier tronçon (Timonium - Camden Yards) a été inauguré le 3 avril 1992. Dans les années qui ont suivi plusieurs prolongements ont été inaugurés : 
- 30 aout 1992: Camden Yards - Patapsco Ave
- 2 avril 1993: Patapsco Ave - Linthicum
- 20 juin 1993: Linthicum - Cromwell Station/Glen Burnie
- 09 Sept 1997: Timonium - Hunt Valley (7.2 km)
- 6 décembre 1997: University of Baltimore - Penn Station (branch) (0.6 km)
- 6 décembre 1997: Linthicum - BWI Airport (branch) (4.3 km)

Pour réduire les coûts, la ligne a été initialement construite avec une seule voie ce qui ne imposait un intervalle minimal entre deux trains de 17 minutes. La plus grande partie de la ligne a été passée à double voie dans le cadre de travaux réalisés en 2005/2006.

## Réseau actuel
Le réseau est constitué d'une ligne unique de 48 kilomètres de long desservant 33 stations et comportant de deux courts embranchements : le premier à son extrémité sud dessert l'aéroport tandis que le second situé dans le centre dessert la gare centrale de Penn. Les extrémités nord et sud de la ligne sont en site propre car elle emprunte des voies ferrées désaffectées. Dans le centre-ville les rames partagent la voie avec d'autres véhicules routiers.

## Matériel roulant
Le matériel roulant est constitué de voitures articulées doubles de grande taille (longueur de 29 mètres pour une largeur de 2,90 mètres). Une rame peut être constituée de 1, 2 ou 3 voitures doubles. Chaque voiture double permet d'accueillir 85 passagers assis et 91 passagers debout. Le plancher est haut ce qui a imposé la création de quais courts à hauteur de la porte la plus proche de la tête du train pour permettre l'embarquement des personnes en chaise roulante. Les rames circulent sur voie normale. Elles sont alimentées en 750 volts continu par l'intermédiaire de pantographes. La vitesse maximale est d'environ 100 km/h. Les rames ont été construites par la filiale américaine de la société suédo-suisse ABB.

## Exploitation
La fréquentation de la ligne est inférieure à 21 000 passagers par jour (2017).